# Stanisław Szober

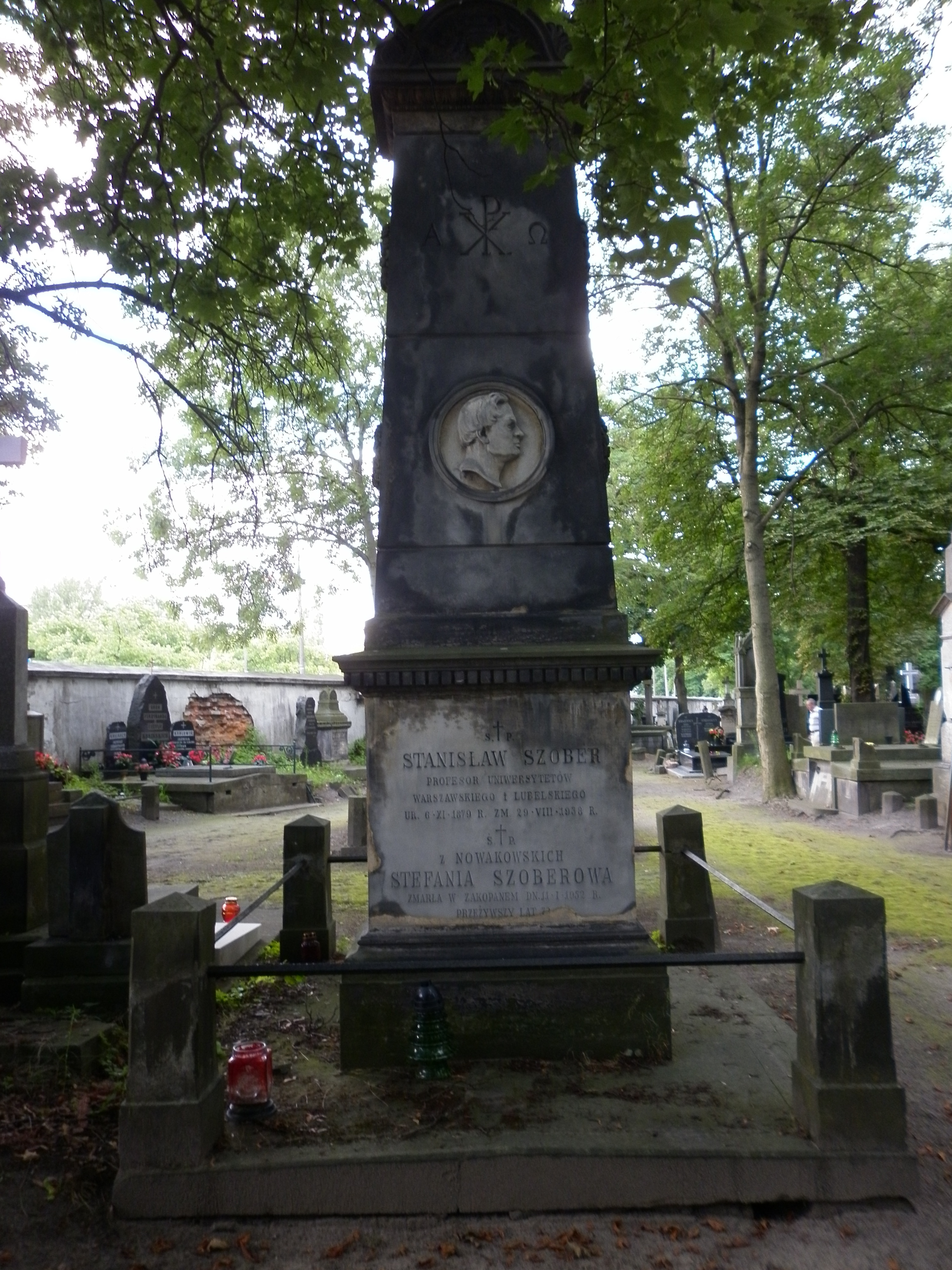
Grób Szobera na cmentarzu Powązkowskim

Stanisław Józef Leonard Szober (ur. 6 listopada 1879 w Warszawie, zm. 29 sierpnia 1938 tamże) – polski językoznawca i pedagog, leksykograf.

## Życiorys
W 1898 zdał maturę. Studia ukończył w 1903. Od 1903 pracował jako nauczyciel w szkołach Warszawy (np. gimnazjum im. Stanisława Staszica, seminarium im. Stanisława Konarskiego). W 1909 uzyskał tytuł naukowy odpowiadający habilitacji na uniwersytecie w Moskwie. Wykładowca języka polskiego na Wydziale Humanistycznym Towarzystwa Kursów Naukowych w Warszawie (1907-1908, 1912-1918).
Jako ochotnik służył w 201 pułku artylerii polowej. Był pracownikiem Komisji Słownikowej Tymczasowej Rady Stanu. Od 1919 do 1929 był profesorem Uniwersytetu Warszawskiego wykładając język polski. W 1929 został kierownikiem Katedry Językoznawstwa Indoeuropejskiego.
Należał do Towarzystwa Naukowego Warszawskiego. Był prezesem Towarzystwa Krzewienia Poprawności i Kultury Języka. Współpracował z Towarzystwem Popierania Polskiej Twórczości Literackiej. W 1938 został członkiem Polskiej Akademii Umiejętności. Autor „Słownika ortoepicznego” (1937), w późniejszych wydaniach (pod redakcją Witolda Doroszewskiego) pod nazwą „Słownik poprawnej polszczyzny” (1958).
Zmarł 29 sierpnia 1938. Został pochowany 1 września 1938 na cmentarzu Powązkowskim w Warszawie (kwatera 177 wprost-1/2-4/5). Pogrzeb prowadził ks. prof. Jan Stawarczyk.
Materiały archiwalne Stanisława Szobera znajdują się w PAN Archiwum w Warszawie pod sygnaturą III-69.

## Upamiętnienie
Od 25 października 1976 r. naukowiec jest patronem ulicy na terenie obecnej dzielnicy Bemowo w Warszawie.